# ثلاث قصص وعشر قصائد
ثلاث قصص وعشر قصائد (بالإنجليزية: Three Stories and Ten Poems)‏ مجموعة قصص قصيرة ومجموعة شعرية من تأليف الكاتب الأمريكي إرنست همنغواي، نُشِر الكتاب في يناير من العام 1923، وهو أول منشورات همنغواي. يحتوي الكتاب على ثلاثة قصص وعشر قصائد، كما يشير إلى ذلك العنوان، خمس من القصائد المضمَّنة في هذا الكتاب نُشِرت سابقاً في مجلة «شعر: مجلة من الأبيات» (Poetry: A Magazine of Verse). نُشِر الكتاب على يد روبرت ماكالمون بصورة شخصية في باريس، وطُبع منه 300 نسخة. لم يكن الكتاب معروفاً، نظراً إلى أنَّه لم يُنشر على نطاق واسع، ولم يجلب لهمنغواي أي شهرة، وأولى أعماله ذات الأهميَّة مجموعته القصصية «في وقتنا» (1925).

## المحتويات
احتوى الكتاب على ثلاثة قصص:
- «في ميشيغن» «Up in Michigan» (نُشِرت القصة مرة أخرى في 1938 في «الطابور الخامس وأربعة قصص عن الحرب الأهلية الإسبانية»).
- «في غير أوانه» «Out of Season» (أُعِيد نشر القصة في 1924 في الولايات المتحدة).
- «والدي» «My Old Man» (أُعِيد نشر القصة في 1924 في الولايات المتحدة).

نُشِر في الكتاب عشر قصائد لهمنغواي:
- مدفع رشاش «Mitraigliatrice».
- أوكلاهوما «Oklahoma».
- طقس زيتي «Oily Weather».
- روزفيلت «Roosevelt».
- أسرى «Captives».
- ميادين الشرف «Champs d'Honneur».
- فرقة الهجوم «Riparto d'Assalto».
- مونبارناس «Montparnasse».
- مع الشباب «Along With Youth».
- عنوان الفصل «Chapter Heading».

## وصلات خارجية
- ثلاث قصص وعشر قصائد (Three Stories and Ten Poems)، على جود ريدز.
- ثلاث قصص وعشر قصائد (Three Stories and Ten Poems)، على ويكي مصدر الإنجليزية.